# Hochspannungsleitung Mettlen–Gösgen

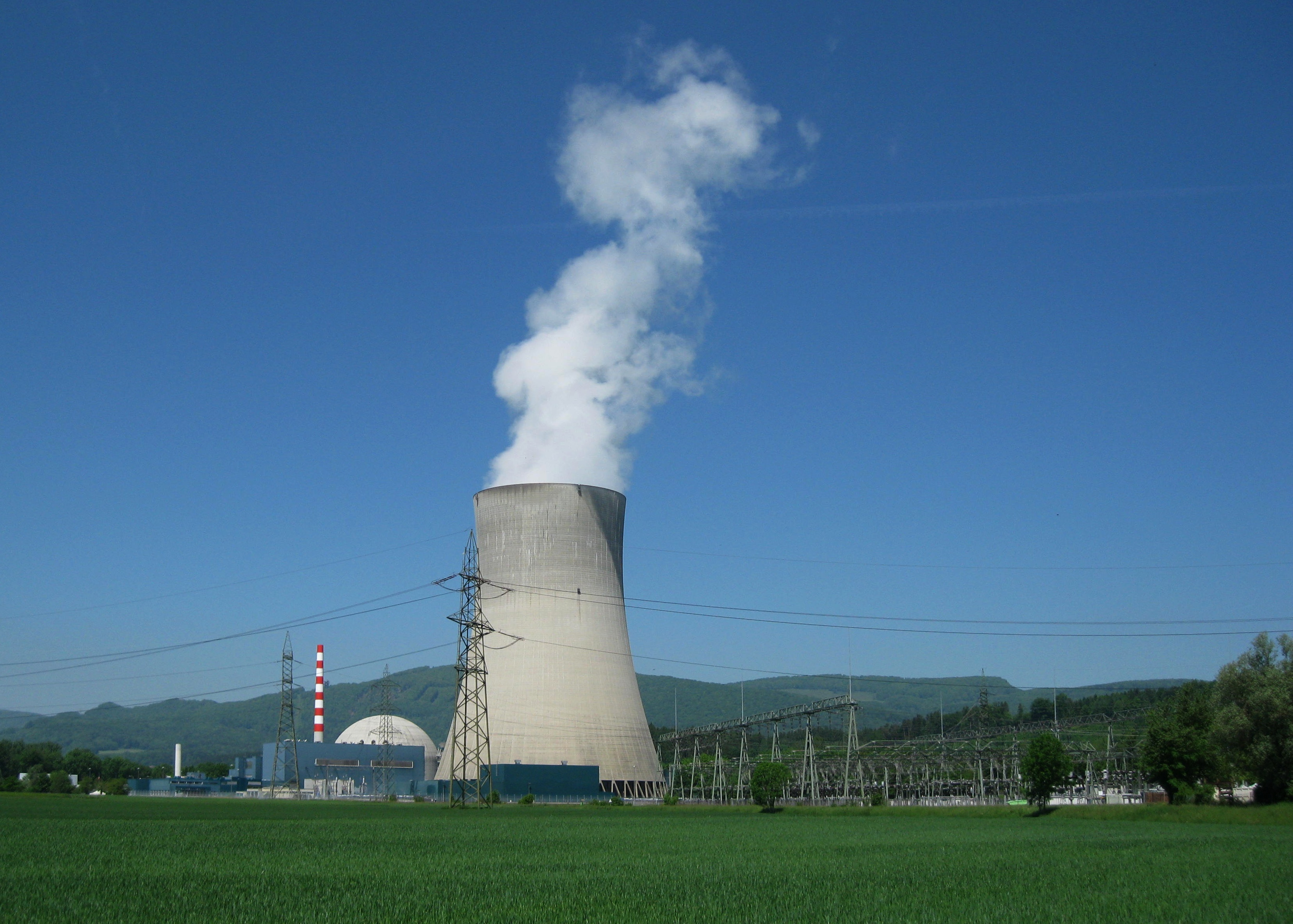
Schaltanlage am Kernkraftwerk Gösgen, Ausgangspunkt der Leitung

Die Hochspannungsleitung Mettlen–Gösgen ist eine Höchstspannungsleitung für 220 und 380 kV und führt vom Unterwerk Mettlen bei Inwil (Gemeinde Eschenbach) zum Kernkraftwerk Gösgen. Sie gehört der Aare-Tessin AG für Elektrizität. Sie waren als Teil der Centralschweizerischen Kraftwerke die Fortsetzungen der Gotthard- und der Lukmanierleitung.

## Geschichte
Die Leitung wurde 1957 erbaut und war bis zu ihrem Ausbau für 220 kV ausgelegt.
Im Dezember 1999 wurden Pläne für einen Ausbau der Leitung, welcher ermöglichte, dass bis zu 380 kV transportiert werden können, durch das Eidgenössische Starkstrominspektorat genehmigt. Anwohner der Gemeinden Safenwil und Uerkheim und des Suhrentals richteten Einsprachen an das Departement für Umwelt, Verkehr, Energie und Kommunikation (UVEK). Alle Einsprachen wurden durch das UVEK am 15. März 2002 abgewiesen. Da keine Einsprache an das Bundesgericht weitergezogen wurden, wurde die Genehmigung vom Dezember 1999 rechtskräftig.
Ab Oktober 2002 wurde das Teilstück ausgebaut und über die neuen Leiterseile der gesamten Strecke war im Juli 2003 erstmals Strom geflossen. Die Kosten von rund 13 Millionen Schweizer Franken trugen drei Partner Atel, CKW und NOK.